# 랜덤워크 가설
랜덤 워크 가설은 주식 시장 가격 이 랜덤 워크 (가격 변동은 랜덤 )에 따라 진화하므로 예측할 수 없다는 금융 이론이다.
루이 바슐리에가 그의 박사 학위 "투기 이론"(1900)이라는 제목의 논문에는 몇 가지 놀라운 통찰력과 논평이 포함되어 있다. MIT 슬론 경영 대학원 교수인 폴 쿠트너(Paul Cootner)는 1964년 그의 책 The Random Character of Stock Market Rates에서 동일한 아이디어를 나중에 개발했다. 이 용어는 1973년 프린스턴 대학의 경제학 교수인 Burton Malkiel의 책 A Random Walk Down Wall Street에 의해 대중화되었다. Eugene Fama의 1965년 기사 "Random Walks In Stock Market Rates"에서 일찍이 사용되었다., 이 논문은 그의 박사 학위의 덜 기술적인 버전이었다. 명제. 주가가 무작위로 움직인다는 이론은 이전에 Maurice Kendall 이 1953년 논문 인 경제 시계열 분석, 파트 1: 가격에서 제안했다.
재무 데이터가 랜덤 워크인지 여부는 여전히 존경스럽고 도전적인 질문이다. 두 가지 가능한 결과 중 하나가 얻어진다. 데이터는 랜덤 워크이거나 데이터가 아니다. 관찰된 데이터가 랜덤 워크를 따르는지 여부를 조사하기 위해 분산비(VR) 테스트, 허스트 지수 및 대리 데이터 테스트 와 같은 몇 가지 방법이나 접근 방식이 제안되었다.

## 테스트

pi의 소수 자릿수 홀수/짝수 값을 기반으로 가상 주식의 가치를 높이거나 낮추는 랜덤 워크 가설 테스트. 차트는 주식 차트와 비슷한다.

Princeton 대학의 경제학 교수이자 A Random Walk Down Wall Street의 작가인 Burton G. Malkiel은 그의 학생들에게 처음에 50달러 가치가 있는 가상의 주식 을 주는 테스트를 수행했다. 매일의 종가는 동전 던지기로 결정되었다. 결과가 앞면이면 가격이 0.5포인트 높게 마감되지만 결과가 뒷면이면 0.5포인트 낮게 마감된다. 따라서 매번 가격은 전날보다 높거나 낮은 50번의 기회를 가졌다. 주기 또는 경향은 테스트에서 결정되었다. 그런 다음 Malkiel은 차트 및 그래프 형식의 결과를 "'역사는 반복되는 경향이 있다'는 가정 하에 과거 패턴을 해석하여 미래 움직임을 예측하고자 하는" 차티스트에게 가져갔다. 차티스트는 Malkiel에게 즉시 주식을 사야 한다고 말했다. 동전 던지기가 무작위였기 때문에 가상 주식에는 전반적인 추세가 없었다. Malkiel은 이것이 시장과 주식이 동전을 던지는 것처럼 무작위적일 수 있음을 나타낸다.

## 랜덤 워크를 통한 자산 가격 책정
랜덤 워크로 자산 가격을 모델링하는 형식은 다음과 같다.
{\displaystyle S_{t+1}=S_{t}+\mu \Delta {t}S_{t}+\sigma {\sqrt {\Delta {t}}}S_{t}Y_{i}}
{\displaystyle \mu } 드리프트 상수
{\displaystyle \sigma }는 수익률의 표준편차이다.
{\displaystyle \Delta {t}} 시간의 변화이다
{\displaystyle Y_{i}}는 다음을 만족하는 id 확률 변수이다. {\displaystyle Y_{i}\sim N(0,1)} .

## 비-랜덤워크 가설
시장이 어느 정도 예측 가능하다고 믿는 다른 경제학자, 교수 및 투자자가 있다. 이 사람들은 가격이 추세를 움직일 수 있으며 과거 가격에 대한 연구가 미래 가격 방향을 예측하는 데 사용될 수 있다고 믿다. 이 견해를 뒷받침하는 몇몇 경제학 연구들이 있었고, 랜덤 워크 가설이 틀렸음을 증명하려고 하는 두 명의 경제학 교수가 책을 집필했다.
행동 금융 분야의 선두 연구원인 Martin Weber는 주식 시장의 추세를 찾기 위해 많은 테스트와 연구를 수행했다. 그의 주요 연구 중 하나에서 그는 10년 동안 주식 시장을 관찰했다. 그 기간 동안 그는 시장 가격에서 눈에 띄는 추세를 살펴보았고 처음 5년 동안 높은 가격 상승을 보인 주식이 다음 5년 동안 실적이 저조한 경향이 있음을 발견했다. Weber와 non-random walk 가설을 믿는 다른 사람들은 이것을 random walk 가설에 대한 주요 기여자이자 모순으로 인용한다.
랜덤 워크 가설과 모순되는 Weber가 실행한 또 다른 테스트는 수익 이 상향 조정된 주식이 다음 6개월 동안 다른 주식을 능가하는 것을 찾는 것이었다. 이러한 지식을 통해 투자자는 시장에서 어떤 주식을 철수하고 어떤 주식을 — 상향 조정된 주식 — 떠나다. Martin Weber의 연구는 랜덤 워크 가설에서 벗어나는데, Weber에 따르면 주식 시장을 예측하는 데 추세와 기타 팁이 있기 때문이다.
MIT Sloan School of Management 와 University of Pennsylvania의 재무 교수인 Andrew W. Lo 교수와 Archie Craig MacKinlay 교수도 랜덤 워크 가설이 틀렸다고 믿는 증거를 제시했다. 그들의 책 A Non-Random Walk Down Wall Street는 주식 시장에 추세가 있고 주식 시장이 어느 정도 예측 가능하다는 견해를 뒷받침하는 여러 테스트와 연구를 제시한다.
증거의 한 요소는 다음과 같은 귀무 가설이 있는 단순 변동성 기반 사양 테스트이다.
{\displaystyle X_{t}=\mu +X_{t-1}+\epsilon _{t}\,}
{\displaystyle X_{t}} 시간의 자산 가격의 로그이다. {\displaystyle t}
{\displaystyle \mu } 드리프트 상수
{\displaystyle \epsilon _{t}}는 무작위 교란 항이다. 여기서 {\displaystyle \mathbb {E} [\epsilon _{t}]=0} 그리고 {\displaystyle \mathbb {E} [\epsilon _{t}\epsilon _{\tau }]=0} ~을 위한 {\displaystyle \tau \neq t} (이것은 {\displaystyle \tau } 그리고 {\displaystyle t} 이후로 독립적이다 {\displaystyle \mathbb {E} [\epsilon _{t}\epsilon _{\tau }]=\mathbb {E} [\epsilon _{t}]\mathbb {E} [\epsilon _{\tau }]} ).
가설을 반박하기 위해, 그들은 {\displaystyle (X_{t}-X_{t+\tau })} 다른 {\displaystyle \tau } 상관관계가 없는 경우에 예상되는 결과와 결과를 비교한다. {\displaystyle \epsilon _{t}} . Lo와 MacKinlay는 가격 변화의 예측 가능성을 보는 또 다른 방법을 제시 하는 적응 시장 가설이라는 논문을 저술했다.